# 10日
10日（とおか、じゅうにち）は、暦上の各月における10日目である。
各月の10日については下記を参照。
- 1月10日 - 1月10日 (旧暦)
- 2月10日 - 2月10日 (旧暦)
- 3月10日 - 3月10日 (旧暦)
- 4月10日 - 4月10日 (旧暦)
- 5月10日 - 5月10日 (旧暦)
- 6月10日 - 6月10日 (旧暦)
- 7月10日 - 7月10日 (旧暦)
- 8月10日 - 8月10日 (旧暦)
- 9月10日 - 9月10日 (旧暦)
- 10月10日 - 10月10日 (旧暦)
- 11月10日 - 11月10日 (旧暦)
- 12月10日 - 12月10日 (旧暦)

## 記念日・年中行事
- 五十日（ 日本） ※5か0のつく日および月末
- 金毘羅の縁日（ 日本）
- LPガス消費者保安デー（ 日本）
高圧ガス保安協会が1976年に制定。
- 植物油の日（ 日本）
日本植物油協会が1994年に制定。元々は「710」を180度回転させると「OIL」に見えるということで7月10日だけだったが、後に10=テン→テンプラ油→植物油という連想で毎月10日の記念日となった。
- イカの日（ 日本）
イカの水揚高日本一の青森県八戸市の「まちづくり研究会」が2010年に制定。イカが10本足であることから。